# Still a Sigure virgin?
『still a Sigure virgin?』（スティル・ア・シグレ・ヴァージン）は、ロックバンド凛として時雨が2010年9月22日にソニー・ミュージックアソシエイテッドレコーズから発売された4枚目のスタジオ・アルバムである。オリコンチャートでは自身初となる週間1位を獲得した。

## 概要
前作『just A moment』から約1年4ヶ月ぶりのリリースとなった本作は、ソニー・ミュージックアソシエイテッドレコーズからメジャーデビュー後2枚目のアルバムとなった。
本作は、ピアノとシンセサイザーを使用した「シャンディ」、ピエール中野が初めてギターで収録に参加したドラムレス楽曲「eF」、12弦ギターを使用した「this is is this?」など実験的な楽曲を数多く揃えたアルバムとなった。

## プロモーション
2010年9月13日に、凛として時雨のオフィシャルウェブサイト上にて「I was music」「illusion is mine」「シャンディ」の計3曲の先行視聴が行われた。同日にはピエール中野が『リズム&ドラム・マガジン』、18日には345が『ベース・マガジン』のそれぞれ表紙を飾った。
2010年10月21日から本作を携え行われるライブツアー「VIRGIN KILLER」が京都・京都磔磔を皮切りに、12都市13公演で行われる。11月29日に行われた同ツアー東京・Zepp Tokyo公演にて、凛として時雨として初となるホールツアー「VIRGIN KILLER SUICIDE」が開催される事が発表となった。
2011年3月11日に起こった東日本大震災の影響で、同年5月29日に予定されていた東京・国際フォーラムでのライブが7月6日に延期、5月13日に予定されていた宮城・仙台市民会館でのライブが中止となった。

### シングル
当アルバムからはシングルリリースは行われなかったが、「I was music」「illusion is mine」の2曲はミュージックビデオが製作され、それぞれ島田大介、掛川康典が監督を担当した。なお、ソニーミュージックオンライン上にて「I was music」がアルバム発売前の9月21日24時から18時まで、その後の18時から翌日12時まで「illusion is mine」のミュージックビデオがフルサイズで公開された。

## 収録曲
| 全作詞・作曲: TK。 |                            |       |            |      |
| #                  | タイトル                   | 作詞  | 作曲・編曲 | 時間 |
| 1.                 | 「I was music」            | TK    | TK         | 3:09 |
| 2.                 | 「シークレットG」          | TK    | TK         | 4:11 |
| 3.                 | 「シャンディ」             | TK    | TK         | 4:31 |
| 4.                 | 「this is is this?」       | TK    | TK         | 4:22 |
| 5.                 | 「a symmetry」             | TK    | TK         | 4:51 |
| 6.                 | 「eF」                     | TK    | TK         | 4:48 |
| 7.                 | 「Can you kill a secret?」 | TK    | TK         | 3:09 |
| 8.                 | 「replica」                | TK    | TK         | 4:10 |
| 9.                 | 「illusion is mine」       | TK    | TK         | 4:04 |
| 合計時間:          | 合計時間:                  | 37:10 |            |      |

## 参加ミュージシャン
- TK - ボーカル、ギター、ピアノ
- 345 - ボーカル、ベース
- ピエール中野 - ドラム、ギター
- 坂本圭 - フルート